# 卡尔·费迪南德·冯·斯图姆
卡尔·费迪南德·冯·斯图姆-哈尔伯格（德語：Carl Ferdinand von Stumm-Halberg，1836年3月30日—1901年3月8日），男爵，是普鲁士实业家，自由保守黨，普鲁士众议院议员。